# Роччелла-Вальдемоне
Роччелла-Вальдемоне (італ. Roccella Valdemone, сиц. Rascidda Vaddemuni) — муніципалітет в Італії, у регіоні Сицилія,  метрополійне місто Мессіна.
Роччелла-Вальдемоне розташована на відстані близько 490 км на південний схід від Рима, 150 км на схід від Палермо, 55 км на південний захід від Мессіни.

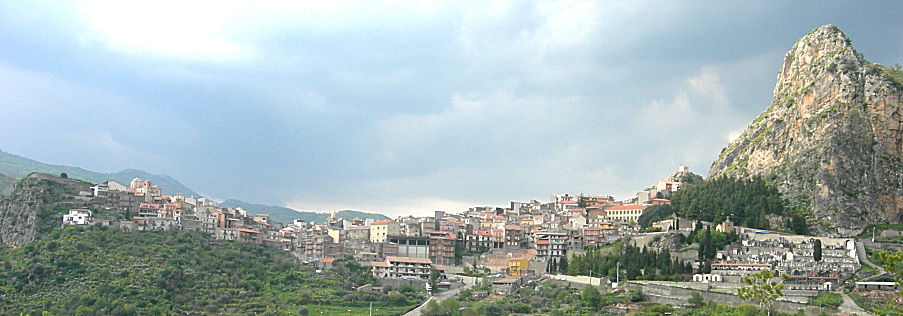

Населення — 670 осіб (2014).

## Демографія
Населення за роками:

Станом на 1 січня 2023 року в муніципалітеті офіційно проживало 16 іноземців з 4 країн, серед них 11 громадян країн Євросоюзу та 1 громадянин України.

## Сусідні муніципалітети
- Кастільйоне-ді-Сицилія
- Мальванья
- Мойо-Алькантара
- Монтальбано-Елікона
- Рандаццо
- Санта-Доменіка-Вітторія